# Кіласу Массамба
Кіласу Массамба (фр. Massamba Kilasu, 22 грудня 1950 — 25 червня 2020) — заїрський футболіст, що грав на позиції півзахисника.

## Виступи за збірну
Виступав за національну збірну Заїру. Учасник двох Кубків африканських націй — 1972 та 1976 років, ставши на першому турнірі, що пройшов в Камеруні, четвертим.
У кваліфікації на Чемпіонат світу 1974 року Массамба провів один матч і допоміг Заїру стати першим учасником фінального етапу чемпіонату світу від Субсахарської Африки. На самому чемпіонаті світу, який проходив у ФРН, Кіласу був заявлений під 6 номером. У своїй групі команда посіла останнє 4 місце, поступившись Шотландії, Бразилії та Югославії. Массамба зіграв у всіх 3 матчах, а команда встановила антирекорд чемпіонатів світу, пропустивши 14 голів і не забивши жодного.
Помер 25 червня 2020 року на 70-му році життя.